# Anton Hans

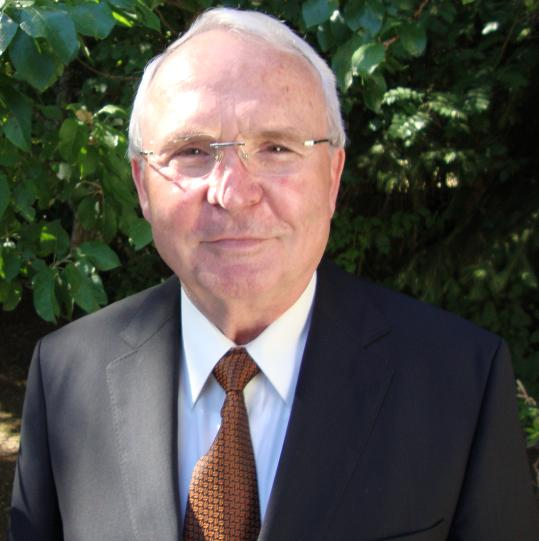
Anton Hans (2010)

Anton Hans (* 24. Februar 1945 in Niederlinxweiler) ist ein ehemaliger Geschäftsführer und Verwaltungsdirektor.

## Leben
Hans wuchs in einem katholischen Elternhaus auf und war als Jugendlicher Messdiener im Kloster Blieskastel. Nachdem er beim Deutschen Roten Kreuz (DRK) bereits mehrere Ehrenämter bekleidet hatte, übernahm er 1971 nach einer kaufmännischen und betriebswirtschaftlichen Ausbildung den Posten des hauptamtlichen Kreisgeschäftsführers des DRK-Kreisverbandes Südwestpfalz in Zweibrücken und 1975 im Landkreis Pirmasens. Bis zu seinem Ausscheiden 1992 wirkte er innerhalb des DRK-Landesverbandes Rheinland-Pfalz bei maßgeblichen strukturellen Veränderungen mit. Aufgrund seiner Initiative entstand das Kurzzeitpflegeheim in Zweibrücken-Mörsbach.
Neben seiner hauptamtlichen Tätigkeit blieb er in seiner Freizeit weiter ehrenamtlich für das Deutsche Rote Kreuz aktiv. Er ist Schatzmeister des DRK-Landesverbandes Saarland und stellvertretender Vorsitzender des DRK-Kreisverbandes Südwestpfalz. Von 1974 bis 1992 war er Mitglied im Arbeitskreis „Rettungsdienst“ und von 1977 bis 1992 Mitglied im Landesbeirat für das Rettungswesen. Zur selben Zeit war er Ausbilder an der DRK-Landesschule für Rettungsdienst und Ausbilder für Leitstellen-Disponenten in Sofortmaßnahmen und Erster Hilfe. Zudem betätige er sich auch als Gastdozent an der DRK-Bundes- und Landesschule. Von 1977 bis 1991 leitete er die Rettungsleitstelle Pirmasens. Von 1978 bis 1991 war er Mitglied des Katastrophenschutzstabes der Stadt Zweibrücken. Ab der Wiedervereinigung leistete er ehrenamtlich Aufbauhilfe im sozialen Bereich beim Deutschen Roten Kreuz sowie in Krankenhäusern in den neuen Bundesländern und half bei der Umstellung zweier Kreisverbände des DRK.
1993 wechselte er als Verwaltungsdirektor an das katholische St. Elisabeth-Krankenhaus in Zweibrücken und leitete ab 2001 zusätzlich das St. Johannis-Krankenhaus in Landstuhl. Dort trug er die Verantwortung für insgesamt 1300 Angestellte. In beiden Häusern (seit 2012 als Nardini Klinikum zusammengefasst) gelang es ihm, durch Umstrukturierungen schnell die Gewinnzone zu erreichen, und sicherte so in Landstuhl den Fortbestand des größten Arbeitgebers der Stadt. Daneben engagierte er sich in der Rumänienhilfe der Mallersdorfer Schwestern bei der Durchführung von Hilfstransporten. Mit Erreichen der Altersgrenze trat er Ende Februar 2009 als Verwaltungsdirektor zurück. Von 2011 bis 2021 betätigte er sich als Geschäftsführer der ökumenischen Sozialstation St. Ingbert.
Hans ist verheiratet, lebt in St. Ingbert und hat zwei erwachsene Kinder. Von 1987 bis 1995 war er Mitglied im Pfarrgemeinderat und war von 1995 bis 2015 Mitglied im Verwaltungsrat seiner Pfarrgemeinde Herz Jesu Hassel.

## Auszeichnungen (Auswahl)
- 1991: Ehrenzeichen des Deutschen Roten Kreuzes I. Klasse in Gold, überreicht durch Sozialminister Florian Gerster
- 2005: Verdienstmedaille des DRK-Landesverbandes Rheinland-Pfalz
- 2009: Bundesverdienstkreuz am Bande, für außergewöhnliches ehrenamtliches Engagement im kirchlichen und sozialen Bereich (überreicht durch Innenminister Karl Peter Bruch)[3]